# STS-103
STS-103 foi uma missão de manutenção do Telescópio espacial Hubble. A missão foi lançada a partir Centro Espacial John F. Kennedy, Florida, em 20 de dezembro de 1999.

## Tripulação
| Posição                  | Astronauta            |
| ------------------------ | --------------------- |
| Comandante               | Curtis Brown          |
| Piloto                   | Scott Kelly           |
| Especialista de missão 1 | Steven Smith          |
| Especialista de missão 2 | Michael Foale         |
| Especialista de missão 3 | John Grunsfeld        |
| Especialista de missão 4 | Claude Nicollier      |
| Especialista de missão 5 | Jean-François Clervoy |

## Parâmetros da missão
- Massa:
  - Decolagem 112,493 kg
  - Aterrissagem: 95,768 kg
- Perigeu: 563 km
- Apogeu: 609 km
- Inclinação: 28.5°
- Período: 96.4 min

### Atividades extraveiculares
| N°.  | Astronautas               | Início - UTC                | Fim - UTC                   | Duração     | Comentários |
| ---- | ------------------------- | --------------------------- | --------------------------- | ----------- | ----------- |
| 179. | Smith e Grunsfeld-EVA 1   | 22 de Dezembro, 1999, 18:54 | 23 de Dezembro, 1999, 03:09 | 8 h, 55 min |             |
| 180. | Foale e Nicollier-EVA 2   | 23 de Dezembro, 1999, 19:06 | 24 de Dezembro, 1999, 03:16 | 8 h, 10 min |             |
| 181. | Smith e Grunsfeld - EVA 3 | 24 de Dezembro, 1999, 19:17 | 25 de Dezembro, 1999, 03:25 | 8 h, 08 min |             |

## Missão

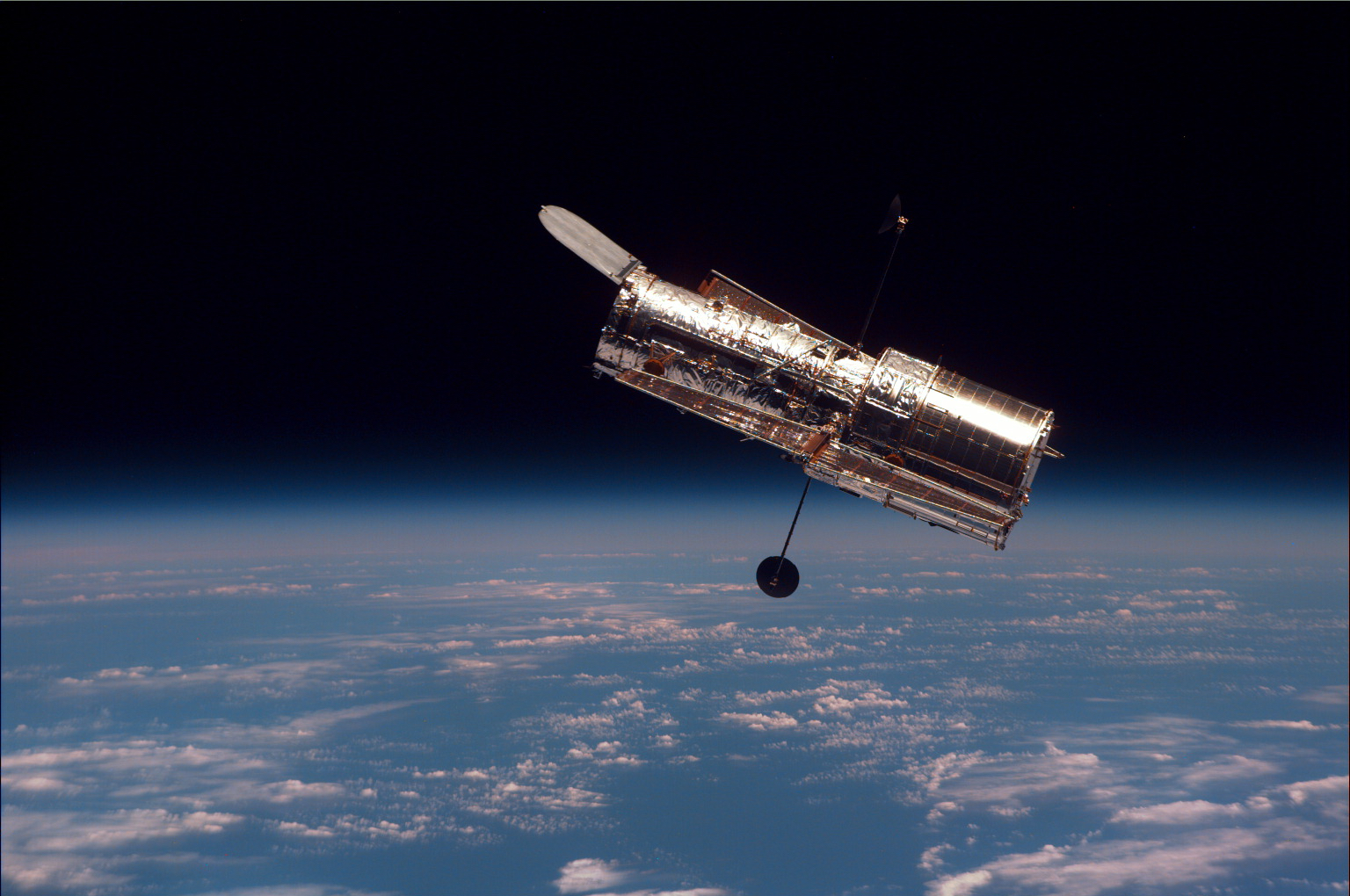
O Telescópio Espacial Hubble

O objetivo primordial da STS-103 foi a manutenção do Telescópio espacial Hubble.Quando quatro membros da tripulação iriam trabalhar em pares em dias alternados para a renovação e reabilitação do telescópio. Além de substituir todos os seis giroscópios em dezembro, a tripulação  substituiu o FGS do computador da nave espacial. O novo computador irá reduzir a carga de vôo e manutenção de software significativamente. O novo computador é 20 vezes mais rápido e tem seis vezes a memória do actual DF-224 usado por Hubble . A missão fez muitos reparos e novas instalações no telescópio.